# 克里米亞韃靼人

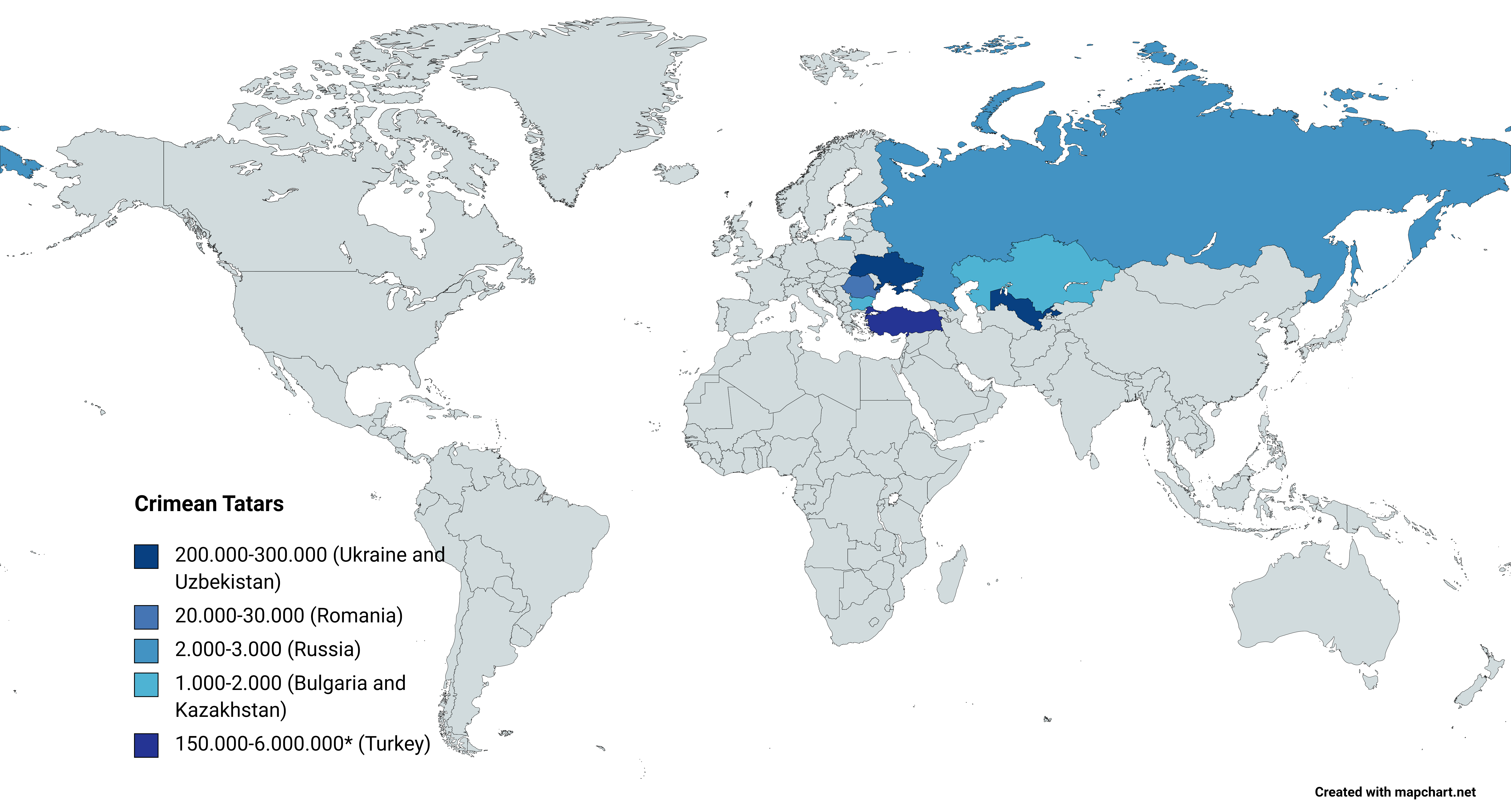
克里米亞韃靼人分佈地圖

克里米亞韃靼人（克里米亞韃靼語： / ），又稱為克里米亞人（克里米亞韃靼語： / ）是最早定居於克里米亞半島的突厥民族，其民族形成於13-17世紀之間，由先前居於半島上属于突厥语系的庫曼人（也叫钦察人）與希臘移民、熱那亞威尼斯意大利移民及哥特人等民族融合演變而成。14世纪改信伊斯兰教
19世紀前，克里米亞韃靼人本為半島上最大的民族。於二戰期間，克里米亞韃靼人被指控反蘇聯並向納粹德國投誠，於是在蘇聯於1944年5月從軸心國收復烏克蘭以後，國防委員會立即下令將所有韃靼人驅上列車強行流放至中亞，即使是紅軍官兵的親屬亦未能倖免，克里米亞韃靼人於途中亦折損了18-46%的人口。自1967年布里茲涅夫掌權後起，當局陸續非正式地允許少量族人逐步歸鄉，直至1989年最高蘇維埃正式平反當年流放惡行後，才正式全面開放族人歸鄉的自由。
1991年蘇聯解體導致烏克蘭獨立後，克里米亞韃靼人旋即加入無代表國家和民族組織，以歐盟為首的國際組織均承認克里米亞韃靼人的原住民地位，烏克蘭政府亦於2014年正式承認，但俄羅斯政府只承認其為少數民族，至今堅拒承認其原住民地位（雖然蘇聯一早已承認其為原住民，更特意為其設立克里米亞蘇維埃社會主義自治共和國）。據2014年烏克蘭人口普查顯示，現今克里米亞韃靼人數量在半島上佔約15%的人口，而半島以外族人數量最多的兩國分別為土耳其及烏茲別克。

## 歷史
克里米亞韃靼人的歷史最早可以追溯至古典時代的斯基泰人，後來與希臘人、哥德人、東斯拉夫人与切爾克斯人等。後來，威尼斯人及熱那亞人與突厥特別是匈人、阿瓦爾人、保加尔人、可薩人、佩切涅格人及欽察人混血，形成克里米亞韃靼人。
他們以前是鄂圖曼帝國販奴活動的中間人，諾蓋人擄奴後交給他們，送到鄂圖曼帝國（直到18世紀初，克里米亞韃靼人在某些時期幾乎每年到俄羅斯和烏克蘭进行頻繁的毀滅性襲擊，称为草原民族收成，有些研究人員估計，15至18世纪合共超過300万斯拉夫人出口土耳其）。最強盛時一度建立克里米亞汗國，南起克里米亞半島、北達北高加索，人民多好戰，鄂圖曼帝國亦有僱其民為傭兵協戰，後來汗國因內亂衰弱後更成為鄂圖曼藩屬國，他們的大汗是拔都的兄弟禿花帖木兒的後人，姓格來，國家主要收入來源來自劫掠。
18世紀俄土戰爭，鄂圖曼帝國戰敗後其被俄羅斯帝国吞併(很多人移居土耳其帝國)，二戰期間被控勾結纳粹德國，戰後慘遭苏联领导人斯大林集體流放中亞和西伯利亚。虽然赫鲁晓夫在1956年苏共二十大后开始允许被流放的少数民族返乡，但由于克里米亚的战略地位导致苏联政府迟迟不允许克里米亚鞑靼人返乡，直到1989年，苏联政府才允许全部克里米亚鞑靼人返回故乡，但地方已被俄羅斯人與烏克蘭人填補，在蘇聯解體至現代的混亂中，由於鞑靼年輕人已經與俄羅斯人混血，衝突程度有所下降，不過他們仍對俄羅斯有戒心。

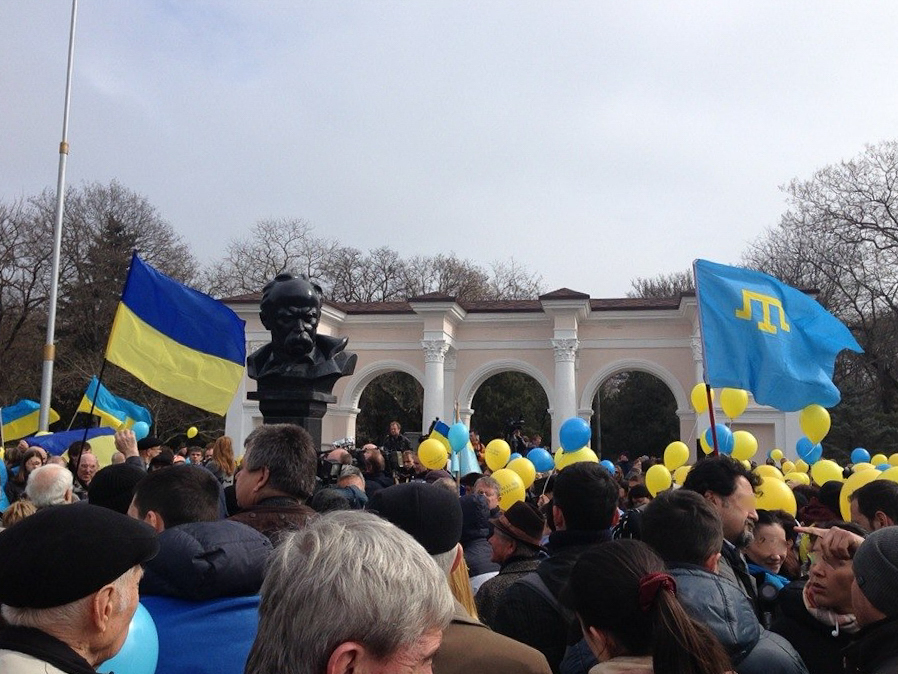
克里米亞危機期間，辛菲罗波尔的克里米亞韃靼人發起的親烏克蘭政府示威（2014年3月）

也因此，2014年克里米亚危机爆发时，许多克里米亚鞑靼人发起声援基辅政府的示威游行，并且拒绝参加克里米亚举行的歸屬公投。克里米亚宣布入俄后，克里米亚鞑靼人在巴赫奇萨赖召开临时代表大会，要求建立克里米亚鞑靼族民族区域自治的政治和法律程序，不久，立陶宛发起联合国安理会非正式会议讨论克里米亚鞑靼人的人权问题，但遭到俄罗斯的抵制。俄罗斯总统普京在接见俄罗斯联邦鞑靼斯坦共和国总统鲁斯塔姆·明尼哈诺夫时声称他将派人研究为克里米亚鞑靼人恢复名誉的问题。2016年，克里米亞韃靼人的最高代表機關「克里米亞韃靼人民族議會」被俄羅斯禁止。
據報導，在俄羅斯吞併克里米亞之後，克里米亞韃靼人受到俄羅斯當局的迫害和歧視，包括俄羅斯安全部隊和法院的酷刑、任意拘留、強迫失踪案件。
2018年6月12日，烏克蘭就俄羅斯當局在被佔領的克里米亞對克里米亞韃靼人的種族歧視以及俄羅斯在頓巴斯為恐怖主義提供國家資助的問題向聯合國的國際法院提交了一份備忘錄，該備忘錄包含29卷、17,500頁文本。

## 註解
1. ↑  依國際慣例包括所有因侵略而失去之領土
2. ↑  依國際慣例排除所有侵略所得領土

## 延伸阅读
- Conquest, Robert. 1970. The Nation Killers: The Soviet Deportation of Nationalities (London: MacMillan). (ISBN 0-333-10575-3)
- Fisher, Alan W. 1978. The Crimean Tatars. Stanford, CA: Hoover Institution Press. (ISBN 0-8179-6661-7)
- Fisher, Alan W. 1998. Between Russians, Ottomans and Turks: Crimea and Crimean Tatars (Istanbul: Isis Press, 1998). (ISBN 975-428-126-2)
- Nekrich, Alexander. 1978. The Punished Peoples: The Deportation and Fate of Soviet Minorities at the End of the Second World War (New York: W. W. Norton). (ISBN 0-393-00068-0)
- （俄文） Valery Vozgrin "Исторические судьбы крымских татар"
- Uehling, Greta. . Nationalities Papers. June 2000, 28 (2): 317–341. doi:10.1080/713687470.

## 外部連結
- Official web-site of National Party of Crimean Tatars "Milli Firka"（页面存档备份，存于）
- Official web-site of Qirim Tatar Cultural Association of Canada（页面存档备份，存于）
- Official web-site of Bizim QIRIM International Nongovernmental Organization
- Qirimtatar.Org （页面存档备份，存于）
- International Committee for Crimea（页面存档备份，存于）
- UNDP Crimea Integration and Development Programme
- Crimean Tatar Home Page（页面存档备份，存于）
- Crimean Tatars
- Crimean Tatar words (Turkish) （页面存档备份，存于）
- Crimean Tatar words (English) （页面存档备份，存于）
- State Defense Committee Decree No. 5859ss: On Crimean Tatars (See also Three answers to the Decree No. 5859ss（页面存档备份，存于）)
- 克里米亚失落的鞑靼人(组图)